# Papyrologi
Papyrologi er studiet af alt, hvad der blev skrevet på papyrus.
Papyrus som skrivemateriale anvendtes i Egypten, hvor det blev fremstillet, og i hele den græsk-romerske verden. Nu om dage anvendes betegnelsen mest om studiet af græske og latinske papyri fra Egypten, idet papyri fra andre dele af den antikke verden er gået til grunde, mens de er bevaret i Egyptens tørre klima. Der er dog også bevaret beskrevne papyri fra Herculaneum i Italien og nogle fra Syrien og Israel.
Papyrologi omfatter også studiet af ostraka (beskrevne potteskår), trætavler, beskrevne linnedstrimler (fra mumier), og i det hele taget alt skriftligt overleveret på forgængeligt materiale, mens indskrifter på sten og metal normalt behandles under epigrafik.
Papyrustekster er ofte ret ødelagte og skrevet med en vanskelig håndskrift (kursivskrift), der kræver speciel træning for at kunne tydes. Papyrologi opdeles ofte i litterær papyrologi, der beskæftiger sig med klassiske græske og latinske forfattere overleveret på papyrus, og dokumentarisk papyrologi, der beskæftiger sig med alle dokumenter, breve, kontrakter, regnskaber, selvangivelser o.lign. fra det græske-romerske Egypten.
Til forskel fra andre historiske kilder giver papyri ofte et indblik i almindelige menneskers dagligdag, men de illustrerer også periodens retshistorie, administration og kronologi.
Den første papyrusudgave blev lavet af danskeren Niels Iversen Schouw i 1789, men først i 1890'erne antog papyrologien sin nuværende form. Der er til dato udgivet over 50.000 græske og latinske papyri, men der er formentlig ligeså mange til, der venter på udgivelse i museer og biblioteker, og der kommer stadig nye til fra udgravninger i Egypten.